# Teeton
Teeton är en by i civil parish Hollowell, i distriktet West Northamptonshire, i grevskapet Northamptonshire i England. Byn är belägen 15 km från Daventry. Orten har 50 invånare (2009). Teeton var en civil parish 1866–1935 när blev den en del av Hollowell. Civil parish hade 55 invånare år 1931. Byn nämndes i Domedagsboken (Domesday Book) år 1086, och kallades då Teche.